# Claus Halfmeier
Claus Halfmeier (* 5. Dezember 1960 in Altena/Westfalen) ist ein deutscher Jurist. Er ist seit dem 3. Juli 2007 Richter am Bundesgerichtshof.

## Leben und Wirken
Halfmeier trat nach dem Abschluss seiner juristischen Ausbildung 1989 in den Justizdienst des Landes Nordrhein-Westfalen ein und wurde zunächst bei dem Landgericht Münster und den Amtsgerichten Hamm und Gronau eingesetzt. 1997 wurde er zum Richter am Landgericht in Münster ernannt. 1999 bis 2001 war er als wissenschaftlicher Mitarbeiter an den Bundesgerichtshof abgeordnet. 2001 erfolgte seine Ernennung zum Richter am Oberlandesgericht in Hamm. Dort war er auch Mitglied des Justizprüfungsamts.
Halfmeier ist verheiratet und hat zwei Kinder.
Das Präsidium des Bundesgerichtshofs wies Halfmeier zunächst dem VII. Zivilsenat zu, der für Rechtstreitigkeiten aus dem Bereich des privaten Baurechts und des Architektenrechts zuständig ist.